# Oblati benedettini

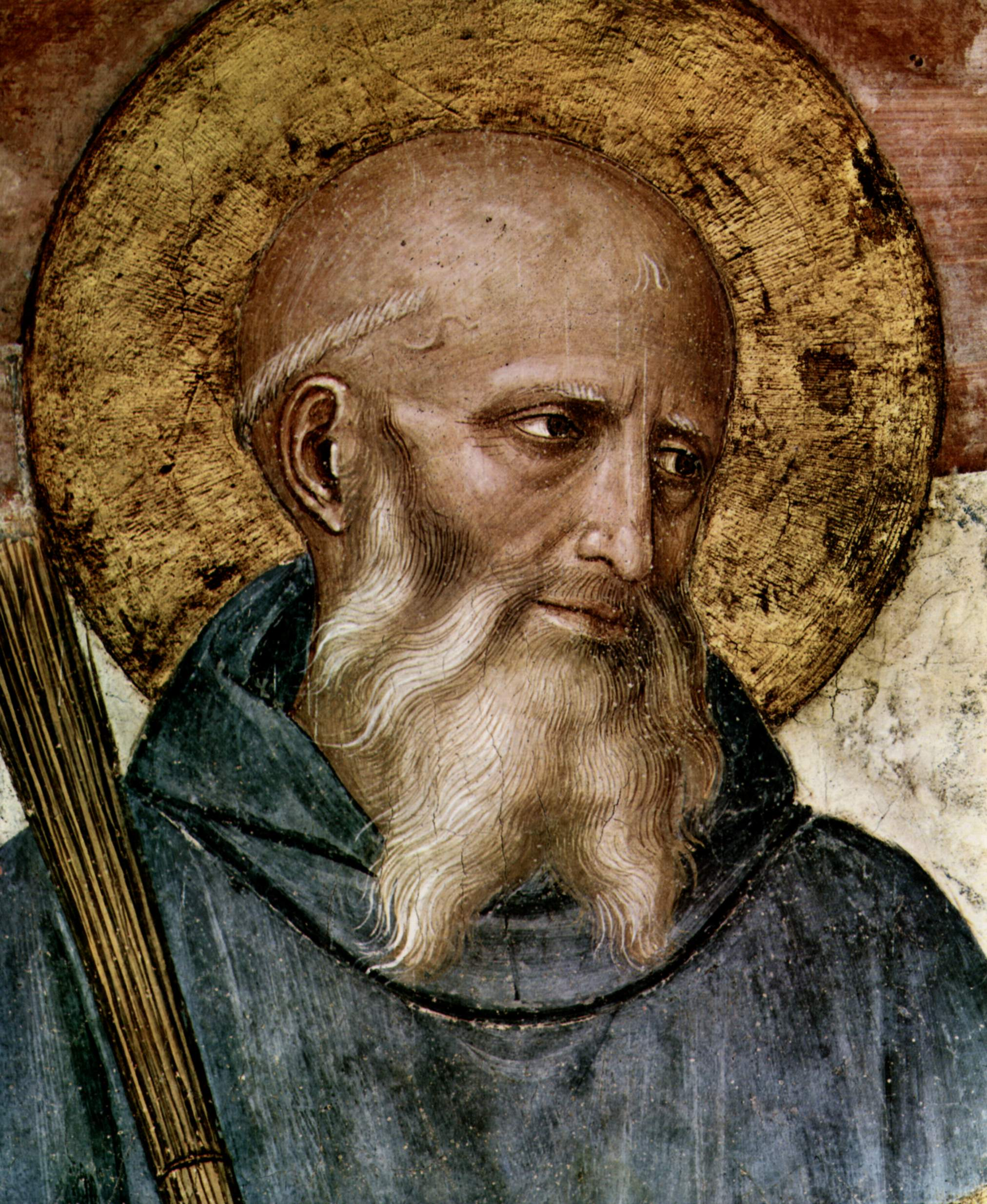
Benedetto da Norcia (480-547) - Fondatore dell'Ordine benedettino.

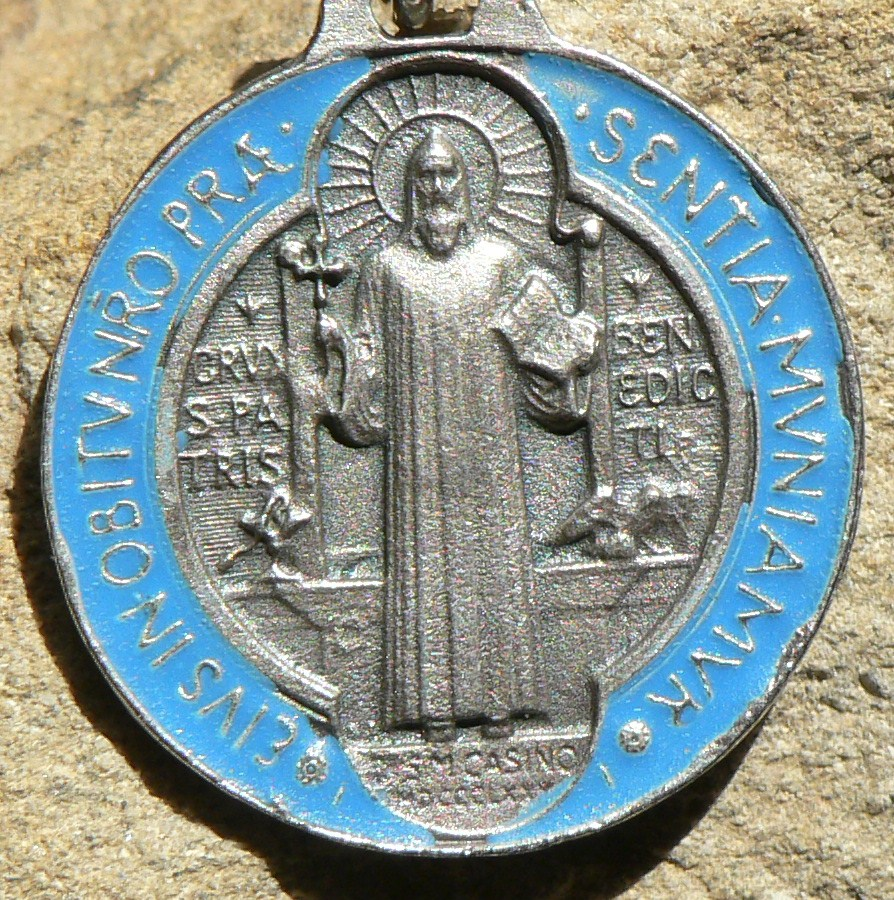
Medaglione benedettino - Recto

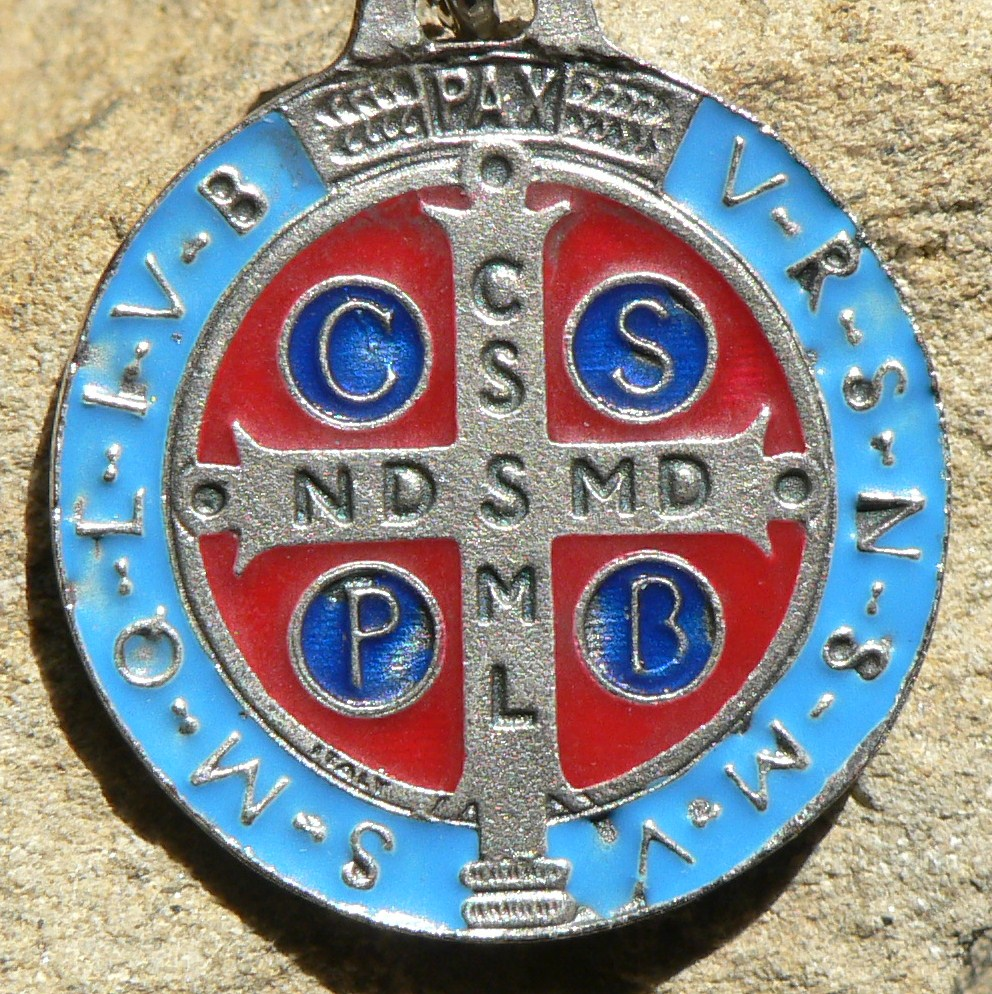
Medaglione benedettino - Verso

Gli oblati benedettini sono persone (sacerdoti o laici) che desiderano seguire la Regola benedettina.
L'oblazione è l'atto liturgico-spirituale, riconosciuto dalla Chiesa, con il quale l'aspirante oblato, dopo un congruo periodo di formazione, fa l'offerta di se stesso a Dio vincolandosi a una comunità benedettina determinata e con l'appartenenza a una determinata Abbazia o Monastero.

L'oblazione benedettina, oltre a quella degli oblati secolari, può assumere altre due forme:
- oblati regolari: cioè fedeli, celibi o vedovi che vivono in monastero con i monaci, senza i voti monastici ma con un'oblazione che li impegna a vivere in castità, sotto l'obbedienza dell'abate e con un uso regolato dei propri beni, secondo uno statuto particolare approvato dall'autorità monastica.
- oblati consacrati. Tra gli oblati secolari ve ne possono essere alcuni, non coniugati o vedovi, che, pur restando nel mondo, sentono la chiamata a una vita di particolare consacrazione; essi emettono il voto privato di castità e le promesse di povertà, di obbedienza e di conversione dei costumi, nello spirito della Regola di san Benedetto.

Gli oblati benedettini sperimentano nel monastero cui sono aggregati le disposizioni e le proposte spirituali e sacre, ma non vivono in alcun modo come membri dell'ordine a tempo indeterminato o con una qualche responsabilità. Essi devono prestare consapevoli testimonianze di fede alla comunità per le quali la situazione familiare o professionale non è essenziale, cosicché anche i laici possono divenire oblati benedettini. In proposito, gli stimoli spirituali della Regola benedettina e della comunità monastica dell'Ordine devono essere diffusi.
L'oblato si impegna ad una forma di vita che sia di progressiva conformazione a Cristo, unico scopo della sua oblazione e della spiritualità benedettina, che egli con la sua stessa vita cercherà di irradiare nel mondo, divenendo testimone della perenne vitalità della vita monastica nell'esperienza cristiana. Gli oblati benedettini sono legati alla comunità di preghiera del monastero e devono perciò farsi carico, per la loro parte, dei problemi della comunità monastica nelle loro preghiere e nelle loro azioni. Il legame spirituale fra il monastero e gli oblati è inteso come un dare e un prendere.
Dopo il periodo di formazione (tempo indeterminato, anche anni: decide l'Abate con il discernimento) e il periodo di prova nella Regola e nella comunità  benedettina, il che avvia l'aspitrante a prender dimestichezza con la Regola e la spiritualità benedettina, ha luogo l'Oblazione, cerimonia nel corso della quale gli viene conferito lo status di oblato. La cerimonia è un vero e proprio atto liturgico spirituale, riconosciuto dalla Chiesa.
Gli oblati benedettini hanno la possibilità di aggiungere al loro nome la sigla "Obl. OSB" (cioè Oblato, od Oblata, dell'Ordine di San Benedetto). Altri simboli dell'oblazione sono scapolari di piccole dimensioni, simili agli Escapularios diffusi in America Meridionale, così come le medaglie di san Benedetto.
Nella Regola, gli oblati benedettini visitano con regolarità il loro monastero, per confrontarsi con gli altri oblati e con la comunità benedettina, e prendono parte alle ore di preghiera del monastero, per quanto è loro possibile.

## Pubblicazioni
- Oblati insieme, rivista ufficiale degli oblati benedettini italiani[1].